# مارچیکیتا

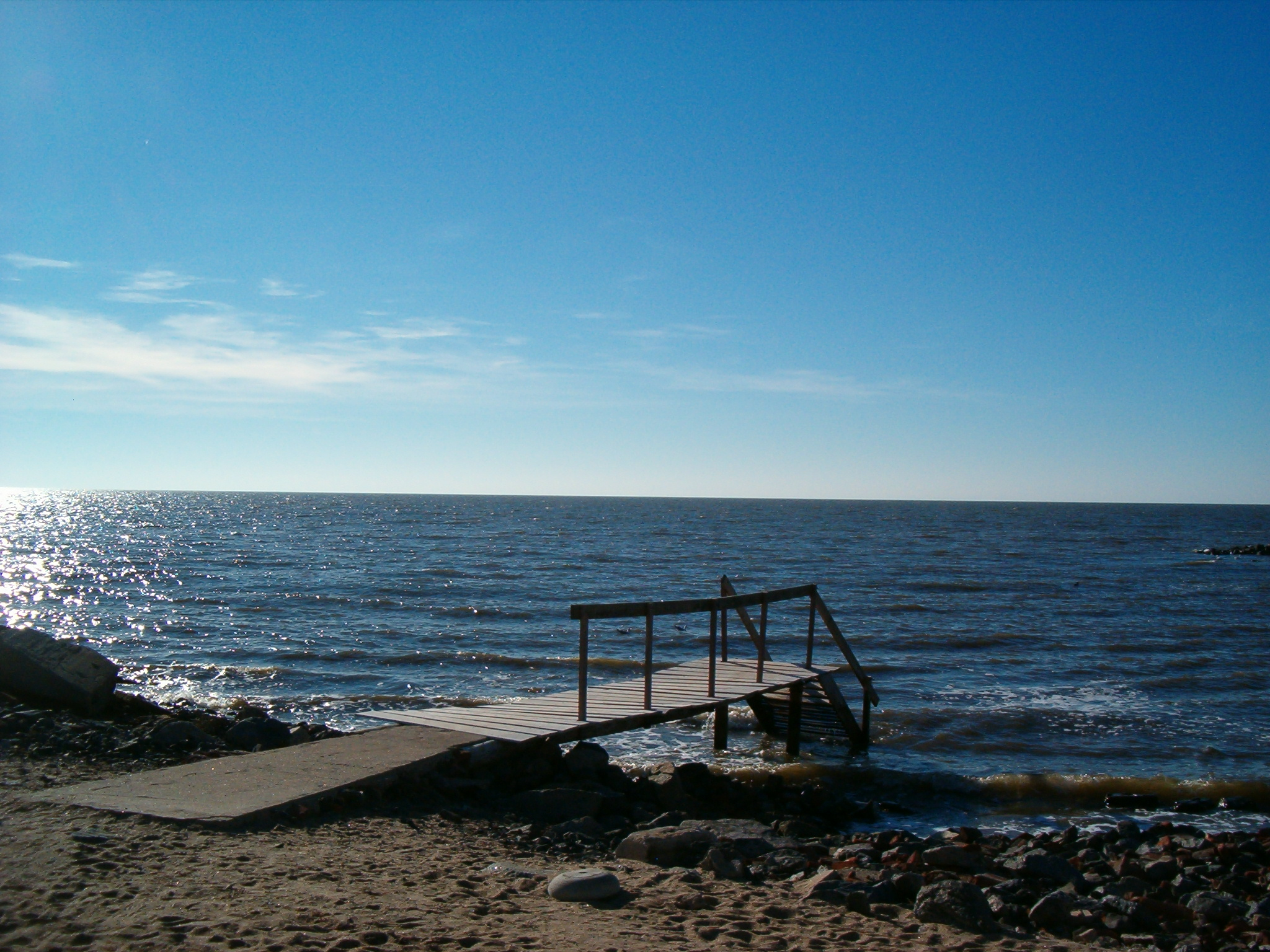
دریاچه چیکیتا یا دریاچه آنسه نوزا

 دریاچه چیکیتا  یا دریاچه آنسه نوزا (به اسپانیایی: Mar Chiquita به معنای دریای کوچک) دریاچه‌ای در مرکز آرژانتین و شمال شرق ایالت کوردوبا (آرژانتین) می‌باشد که بزرگترین دریاچه آب شور طبیعی کشور است. این دریاچه در حدود ۸۰ کیلومتر طول و ۴۵ کیلومتر عرض دارد.
به واسطه عمق کم (۱۰ متر)، میزان آب در سطح دریاچه بین ۲۰۰۰ تا ۴۵۰۰ کیلومتر مربع متغیر است . رودخانه‌های دولسه و سالادیو که در شمال، ( سانتیاگو دل استرو ) به هم می‌پیوندند مهم‌ترین رودهایی هستند که به این دریاچه می ریزند. رودهای پریمرو و سگوندو نیز به‌طور بی قاعده از جنوب غرب آن را تغذیه می‌کنند. زمین‌های اطراف دریاچه را تالاب‌هایی تشکیل می دهد که زیستگاه پرندگان آبی می‌باشد.
چندین جزیره در این دریاچه دیده می‌شود که بزرگترین آن‌ها جزیره مدانو با ۲۰۰۰کیلومتر طول و ۱۵۰ کیلومتر عرض است .

## سایر مشخصات
- ارتفاع از سطح دریا : ۶۶ متر
- میزان شوری: ۴۰ تا ۲۵۰ گرم در لیتر (بین فصول مرطوب و خشک)
- نوع دریاچه:شور